# 河崎羽珠愛
河崎 羽珠愛（かわさき うずめ、1997年9月26日 - ）は、千葉県出身の新体操選手。2018年アジア競技大会新体操日本代表。早稲田大学在学中。

## 経歴
名前の由来は、日本神話好きの父親がアメノウズメから名付けたという。5歳のときに知り合いの勧めで新体操を始めた。
植草学園大学附属高等学校2年時の2014年全日本新体操選手権大会で個人総合優勝、以後2016年まで3連覇を果たした。

## 主な試合結果
- 2014年全日本新体操選手権大会個人総合優勝
- 2015年全日本新体操選手権大会個人総合優勝
- 2016年全日本新体操選手権大会個人総合優勝
- 2017年全日本新体操選手権大会個人総合3位
- 2017年夏季ユニバーシアード 個人総合13位